# Adenandra dahlgrenii
Adenandra dahlgrenii är en vinruteväxtart som beskrevs av P.Arne K. Strid. Adenandra dahlgrenii ingår i släktet Adenandra och familjen vinruteväxter. Inga underarter finns listade i Catalogue of Life.